# Marco Andreaus
Marco Andreaus, né le 25 septembre 2003 à Trente, est un coureur cycliste italien.

## Biographie
Marco Andreaus est originaire de Trente, chef-lieu de la région du Trentin-Haut-Adige. Son père (décédé en 2019) exerçait le métier de prothésiste dentaire, tandis que sa mère travaille comme infirmière. Très tôt intéressé par le cyclisme, il prend sa première licence à l'âge de sept ans au Veloce Club Borgo. Bon coureur dans les jeunes catégories, il s'impose notamment à six reprises en 2019,. Son petit frère Elia pratique lui aussi ce sport en compétition. 
En 2021, il remporte trois courses italiennes chez les juniors. Il intègre ensuite la Cycling Team Friuli ASD pour ses débuts espoirs. Rapide au sprint, il se distingue lors de la saison 2023 en gagnant le prologue du Tour de Szeklerland. Il termine également deuxième d'une étape individuelle de la Carpathian Couriers Race, ou encore cinquième du Gran Premio della Liberazione.

## Palmarès
- 2019
  - 2e du championnat d'Italie sur route U19
- 2022
  - 3e du championnat d'Italie du contre-la-montre par équipes espoirs
- 2023
  - 1re étape de la Carpathian Couriers Race (contre-la-montre par équipes)
  - Prologue du Tour de Szeklerland
  - Circuit de Cesa
  - Coppa San Vito
- 2024
  - 2e du championnat d'Italie du contre-la-montre par équipes espoirs